# Griphopithecus darwini
Griphopithecus darwini es una especie extinta de simio prehistórico perteneciente al género Griphopithecus que vivió durante el Mioceno en las actuales Austria y Eslovaquia. Los restos están fechados en aproximadamente 15 millones de años. G. darwini se basa en un solo molar inferior, con otros tres dientes aislados y dos piezas fragmentarias de esqueleto postcraneal. Esto significa que es una especie relativamente poco documentada.
A G. darwini se le ha estimado un peso corporal de 48 kg, similar al observado en los chimpancés actuales.